# In Society
In Society este un film de comedie american din 1944 regizat de Jean Yarbrough. În rolurile principale joacă actorii Abbott and Costello.

## Distribuție
- Bud Abbott este Eddie Harrington
- Lou Costello este Albert Mansfield
- Marion Hutton este Elsie
- Kirby Grant este Peter
- Margaret Irving este Mrs. Winthrop
- Arthur Treacher este Pipps
- Thomas Gomez este Drexel
- George Dolenz este Baron Alexis
- Steven Geray este Count Sergei